# Ann Marie Valencia
Ann Marie Valencia (22 janvier 1950-16 mai 2012) est une artiste peintre anglaise ayant vécu à La Réunion, connue pour ses aquarelles sur les paysages, la nature et les habitants de l'île.

## Biographie
Ann Marie Valencia grandit en Angleterre et, jeune adulte, vit à Paris. Elle découvre La Réunion en 1980 en venant exposer des aquarelles. Séduite, elle s'y installe en 1981 et établit son atelier à Saint-Gilles les Hauts.
Inspirée par la proximité du domaine de Villèle, elle expose au musée historique de Villèle sur le thème des femmes esclaves ayant vécu sur l'habitation. Elle donne un visage à Aurélie, Betsy... et les autres en 1999.
Au-delà des expositions de peinture sur toile, elle réalise aussi de nombreuses aquarelles sur les arbres et les plantes réunionnaises pour illustrer des publications de l'Office national des forêts (ONF) de La Réunion et du Muséum d'histoire naturelle de La Réunion, ainsi que des livres de poésie et de contes, comme Le Bestiaire des songes et Fées et gestes des fleurs. Elle crée aussi quelques œuvres monumentales en peinture et mosaïque, comme à la médiathèque Leconte de Lisle à Saint-Paul.
Elle quitte La Réunion en 2006 et s'installe en Vendée, où elle meurt le 16 mai 2012.

## Expositions
- Galeries d'art Paris XVe, entre 1977 et 1982
- Galerie Le Cadre Noir, Saint-Denis de La Réunion  entre 1985 et 1995
- Expositions de groupe aux Mall Galleries, Londres
- Highlights, théâtre de Champ-Fleuri, Saint-Denis de La Réunion, 1997
- Conservatoire botanique national de Mascarin, Saint-Leu, 1998
- Exposition de groupe au festival estival de Trélazé, Angers, 1999
- Aurélie, Betsy....et les autres, musée historique de Villèle, 1999[4]
- Les amours d'un jardinier voyageur, Chenôve, Côte d'or, 2001
- Les milieux naturels de La Réunion, muséum d'histoire naturelle de La Réunion, Saint-Denis de La Réunion, 2006
- Exposition de groupe Art-Zone 85, La Barre de Monts - Fromentine, Vendée, 2010
- Rétrospective, chapelle Sainte-Anne de Penchâteau, Le Pouliguen, Loire-Atlantique, 2012[5]
- Once upon a time [Il était une fois]  Ann Marie Valencia, rétrospective au musée du Sel, Saint-Leu (La Réunion), 2013-14[6].

## Collections publiques
Ses œuvres figurent dans les collections du ministère de l'Outre-mer, de la mairie de Chenôve, de la mairie de Trélazé, du musée historique de Villèle, de l'Artothèque de La Réunion, de la DRAC Réunion, du FRAC Réunion, du CTCS Réunion, de l'ONF de La Réunion, de l'ONF Paris, du Muséum d'histoire naturelle de La Réunion.

## Publications

### Illustrations
- La Pierre de feu de Marie-José Barre, éditions UDIR, 1983
- Le bestiaire des songes de Michel Cals (poèmes), éditions UDIR, 1991
- Fanantenana ! Dix ans d'action humanitaire à Madagascar d'Enfants du monde. Comité de la Réunion, Azalées éditions, Réunion, 1997  (ISBN 9782908127850)
- Guide botanique de Mare-Longue, ONF Réunion
- Forêt de Bébour, guide nature & flore des arbres et arbustes, ONF Réunion
- Sur les sentiers de Mafate : Randonner, ONF Réunion, 2003   (ISBN 2-84207-285-5)
- Fées et gestes des fleurs de Claire Karm (contes), Océan éditions, 2006  (ISBN 2-916533-13-3)
- « Les milieux naturels », dans Biodiversité de La Réunion, Vincent Boullet (texte), Muséum d'histoire naturelle de La Réunion, 2008

## Films documentaires
- 2013 : Aurélie, Betsy... et les autres, Jean-Paul Dupuis, Sonore Visuel Concept
- 2013 : D'un regard à l'autre, instants partagés, Jean-Paul Dupuis, Sonore Visuel Concept[7]